# Ban Ki-moon
Ban Ki-moon (hangul: 반기문, hanja: 潘基文), född 13 juni 1944 i Eumseong-gun i Norra Chungcheong i nuvarande Sydkorea, är en sydkoreansk diplomat. Mellan 1 januari 2007 och 31 december 2016 var han Förenta nationernas generalsekreterare. Innan sin tjänst som generalsekreterare arbetade Ban som diplomat inom Sydkoreas utrikesdepartement och Förenta nationerna (FN). Han inledde sin diplomatiska karriärbana i New Delhi i Indien samma år som han tog sin examen.

## Biografi

### Bakgrund och utbildning
Ban föddes år 1944 i en by i socknen Wonnam-myeon i nuvarande kommunen Eumseong-gun i Norra Chungcheong, i slutet av det japanska styret av Korea. Han växte upp i den närliggande staden Chungju dit hans föräldrar flyttade när han var liten. Under Bans barndom hade hans far en lagerverksamhet, men när företaget gick i konkurs förlorade familjen också sin medelklasstandard. När Ban var sex år gammal flydde hans familj till en avlägsen bergssida där de stannade under resten av Koreakriget. Efter kriget återvände de till Chungju. Ban har nämnt att han träffade amerikanska militärer under den här tiden.
Ban var en stjärnelev under gymnasietiden i Chungju High School och utmärkte sig framför allt i engelska. År 1952 valde klassen honom till att framföra ett meddelande till FN:s dåvarande generalsekreterare Dag Hammarskjöld, men det är okänt om det någonsin skickades. År 1962 vann Ban en uppsatstävling sponsrad av Röda korset och fick en resa till USA som pris. Där bodde han hos en värdfamilj i San Francisco under flera månader. Han fick även träffa USA:s dåvarande president John F. Kennedy. Som svar på en journalists fråga om vad Ban ville bli när han växte upp svarade han ”Jag vill bli diplomat”.
År 1970 tog Ban sin kandidatexamen i internationell politik vid Seouls nationella universitet, och år 1985 fick han examen Master of Public Administration från John F. Kennedy School of Government vid Harvard University. Vid Harvard hade han Joseph Nye som lärare och denne anmärkte att Ban besatt ”en ovanlig kombination av analytisk tydlighet, ödmjukhet och ihärdighet”. Den 22 april 2009 blev Ban hedersdoktor vid Maltas universitet. I oktober samma år blev han hedersdoktor även vid University of Washington.

### Politik och diplomati
Ban var Sydkoreas utrikesminister från januari 2004 till november 2006. I februari 2006 inledde han sin kampanj för att bli FN:s generalsekreterare, men det ansågs från början som osannolikt att han skulle få posten. Utsikterna förbättrades dock då han, i egenskap av Sydkoreas utrikesminister, började resa runt i alla de länder som var medlemmar i FN:s säkerhetsråd och tala för sin sak.
Den 13 oktober 2006 utsåg FN:s generalförsamling honom till den åttonde generalsekreteraren och han efterträdde officiellt Kofi Annan den 1 januari 2007. Ban stod i spetsen för ett flertal större reformer av FN:s fredsbevarande arbete och dess anställningspraxis. Diplomatiskt engagerade han sig särskilt för Darfurkonflikten, där han övertalade Sudans president Omar al-Bashir att tillåta fredsbevarande styrkor; och för den globala uppvärmningen där han utövade starka påtryckningar mot USA:s president George W. Bush. Ban har blivit kritiserad av FN:s interna revision, United Nations Office of Internal Oversight Services (OIOS), som hävdat att sekretariatet under hans ledning blev alltmer ovidkommande.
År 2011 ställde Ban, utan konkurrens, upp för en andra mandatperiod som generalsekreterare. Den 21 juni 2011 valdes han enhälligt av generalförsamlingen och fortsatte i tjänsten fram till den 31 december 2016, då han efterträddes av António Guterres.

### Språkkunskaper
Utöver sitt modersmål koreanska talar Ban även engelska och japanska. Även franska, ett av FN-sekretariatets två arbetsspråk, kan han förstå; han har dock (tidigare haft) svårigheter i att formulera sig på språket.

## Familj
År 1962, då han var 18 år gammal, träffade Ban Ki-moon, Yoo Soon-taek då de båda studerade på gymnasiet. De gifte sig 1971. De har tre vuxna barn; två döttrar och en son.

## Utmärkelser
- Första klassen av Förtjänstorden (1975, 1986 och 2006)[12]
- Stor hedersdekoration i guld med stjärna av Österrikiska republikens förtjänstorden (2001)[13]
- Storkors av Rio Branco-orden
- Storkors av Solorden (2006)
- Storkors med silverstjärna av José Matías Delgados orden
- Storkors av Sikatunaorden (30 oktober 2008)[14]
- Första klassen av Vänskapsorden (2010)
- Karl den heliges orden (2013)[15]
- Storkors av Nederländska Lejonorden (16 april 2016)[16]
- Vänskapsorden, utdelad av Vladimir Putin (8 juni 2016)[17]
- Storkors av San Martín Befriarens orden (2016)

### Hederstitlar
- Hedersdoktor vid University of Maryland, College Park (17 oktober 2016)[18]
- Hedersdoktor vid Loyola Marymount University (6 april 2016)[19]
- Hedersdoktor vid University of Auckland (3 september 2014)[20]
- Hedersdoktorat vid Fairleigh Dickinson University (10 september 2008)[21]
- Hedersdoktorat vid Seouls nationella universitet (2008)
- Doctor honoris causa vid Universidad Nacional Mayor de San Marcos, huvuduniversitet i Peru och det äldsta i Amerika (2011)
- Doctor honoris causa vid College of Law vid University of the Philippines Diliman, landets nationaluniversitet, in 2008
- Hedersdoktor vid Nationella universitetet i Mongoliet (2009)[22]
- Doctors of Letters vid Jamia Millia Islamia i New Delhi[23]
- Hedersdoktorat i juridik vid Maltas universitet (2009) och University of Washington (2009)
- Hedersdoktorat vid Denver University (2013)[24]
- Hedersdoktorat vid Georgetown University (2015)[25]
- Hedersdoktorat vid Katholieke Universiteit Leuven (2015)[26]
- Doctor honoris causa vid Comenius-universitetet i Bratislava (2015)[27]
- Doctor honoris causa vid University of Mauritius (2016)[28]
- Hedersdoktor i juridik vid Columbia University (2016)[29]
- Hedersgrad vid Marymount Manhattan College (2016)[30]
- Doctor honoris causa vid Panthéon-Sorbonne University (2016)